# 정영철 고택
정영철 고택은 대한민국 전라남도 해남군 황산면 평덕길 101에 있는 건축물이다. 2019년 1월 4일 해남군의 향토문화유산 제39호로 지정되었다.

## 지정 사유
丁卯年(1927) 건립한 "ㄱ"자형 한옥 건물로 원래 사랑채로 지은 건물이며, 안채는 오래 전에 이건했다고 한다.
정면 6칸 팔작지붕집이며 구조가 튼실하고 각 공간의 구성이 다양하며 상량 장혀에 건립 당시 상량기록이 남아있다.
문간채 상량에도 상량기록이 있으나 “昭和” 표기가 함께 있으며 사랑채 기와에 "丁卯" 기명이 있어 상량시기의 연대와 일치해 건립 당시 건물이 원형대로 유지되면서 실내공간 등은 일부 변용을 했다.
한옥 건조물로 건립기록이 확인되고 결구가 튼실하며 보존관리도 잘 되고 있어 문화재적 가치가 있다.